# Erica Batchelor
Erica Anne Batchelor (* 10. August 1933 in Poole, England) ist eine ehemalige britische Eiskunstläuferin, die im Einzellauf startete.
Die britische Meisterin von 1957 nahm im Zeitraum von 1952 bis 1957 an allen Weltmeisterschaften und Europameisterschaften teil. Bei Europameisterschaften gewann sie 1953, 1955 und 1956 die Bronzemedaille und wurde 1954 in Bozen Vize-Europameisterin hinter Gundi Busch. Bei Weltmeisterschaften war ihr größter Erfolg der Gewinn von Bronze bei der Weltmeisterschaft 1954 in Oslo hinter Gundi Busch und Tenley Albright. Bei ihren einzigen Olympischen Spielen belegte sie 1956 in Cortina d’Ampezzo den elften Platz.

## Ergebnisse
| Wettbewerb / Jahr         | 1952 | 1953 | 1954 | 1955 | 1956 | 1957 |
| ------------------------- | ---- | ---- | ---- | ---- | ---- | ---- |
| Olympische Winterspiele   |      |      |      |      | 11.  |      |
| Weltmeisterschaften       | 9.   | 9.   | 3.   | 5.   | 8.   | 9.   |
| Europameisterschaften     | 10.  | 3.   | 2.   | 3.   | 3.   | 5.   |
| Britische Meisterschaften |      |      |      |      |      | 1.   |